# Heptaulacus algarbiensis
Heptaulacus algarbiensis es una especie de coleóptero de la familia Scarabaeidae.

## Distribución geográfica
Habita en la península ibérica (España y Portugal).
Calificada como vulnerable en el Libro Rojo de los Invertebrados de Andalucía.